# Heini Wennerström
Heini Einar Wennerström, född 15 juni 1914 i Stockholm, död 11 juli 1995 i Höganäs, var en svensk inspicient, skådespelare och reklamkonsulent.
Wennerström är gravsatt i minneslunden på Höganäs kyrkogård.

## Filmografi
Roller
- 1945 – Sten Stensson kommer till stan
- 1949 – Hur tokigt som helst

Regiassistent
- 1934 – Fasters millioner
- 1935 – Ungkarlspappan
- 1935 – Under falsk flagg
- 1935 – Swedenhielms
- 1938 – Pengar från skyn

Inspicient
- 1945 – Trav, hopp och kärlek
- 1945 – Jolanta, den gäckande suggan
- 1946 – Ungdom i fara
- 1946 – Ebberöds bank
- 1964 – Älskling på vift

Inspelningsledare
- 1958 – Åsa-Nisse i kronans kläder
- 1959 – Åsa-Nisse jubilerar
- 1960 – En dag med Ingo (kortfilm)
- 1960 – Åsa-Nisse som polis
- 1962 – Åsa-Nisse på Mallorca

Produktionsledare
- 1956 – Ungern vädjar (kortfilm)